# Apegus szepligetii
Apegus szepligetii är en stekelart som beskrevs av Jean-Jacques Kieffer 1908. Apegus szepligetii ingår i släktet Apegus och familjen Scelionidae. Inga underarter finns listade i Catalogue of Life.